# Nathalie Santer
Nathalie Santer (ur. 28 marca 1972 w San Candido) – włoska biathlonistka, reprezentująca barwy Belgii od 2006 roku.

## Kariera
Pochodzi ze sportowej rodziny. Jej matka jest Belgijką, a ojciec Włochem, Santer posiada obywatelstwa obu krajów. Ma dwie siostry: Saskię, również biathlonistkę i Stephanie – biegaczkę narciarską. Pierwszy sukces w karierze osiągnęła w 1992 roku, zdobywając srebrny medal w sprincie podczas mistrzostw świata juniorów w Canmore.
W Pucharze Świata zadebiutowała 20 stycznia 1990 roku w Anterselvie, zajmując 30. miejsce w biegu indywidualnym. Pierwsze punkty (w sezonach 1984/1985-1999/2000 punktowało 25. najlepszych zawodniczek) wywalczyła 18 stycznia 1992 roku w Ruhpolding, gdzie zajęła 12. miejsce w sprincie. Pierwszy raz na podium zawodów pucharowych stanęła 21 stycznia 1993 roku w Anterselvie, gdzie rywalizację w biegu indywidualnym ukończyła na trzeciej pozycji. W zawodach tych wyprzedziły ją jedynie Iwa Karagiozowa z Bułgarii i Kanadyjka Myriam Bédard. W kolejnych startach jeszcze 14 razy stawała na podium, odnosząc przy tym trzy zwycięstwa: 9 grudnia 1993 roku w Bad Gastein triumfowała w biegu indywidualnym, a 11 grudnia 1993 roku tej samej miejscowości i 15 stycznia 2000 roku Ruhpolding wygrywała sprinty. Najlepsze wyniki osiągnęła w sezonie 1993/1994, kiedy zajęła drugie miejsce w klasyfikacji generalnej, za reprezentującą Białoruś Swietłaną Paramyginą. W tym samym sezonie wygrała też klasyfikację biegu indywidualnego, a w klasyfikacji sprintu była druga. Ponadto w sezonie 1992/1993 była druga w klasyfikacji biegu indywidualnego.
W 1992 roku wystartowała na igrzyskach olimpijskich w Albertville, zajmując ósme miejsce w biegu indywidualnym, szesnaste w sprincie i trzynaste w sztafecie. Na rozgrywanych dwa lata później igrzyskach w Lillehammer jej najlepszym wynikiem było szóste miejsce w sprincie. W tej samej konkurencji zajęła także dziesiąte miejsce podczas igrzysk olimpijskich w Nagano w 1998 roku. Brała też udział w dwóch kolejnych igrzyskach, jednak plasowała się poza czołową dziesiątką.
Na mistrzostwach świata w Borowcu w 1993 roku zajęła trzynaste miejsce w biegu indywidualnym i 42. miejsce w sprincie. Wielokrotnie startowała na imprezach tego cyklu, jednak nigdy nie zdobyła medalu. Najbliżej podium była na mistrzostwach świata w Ruhpolding w 1996 roku, gdzie była czwarta w biegu indywidualnym. Walkę o medal przegrała tam z Ołeną Petrową z Ukrainy o 7,3 sekundy. Była też między innymi siódma w sprincie podczas mistrzostw świata w Anterselvie rok wcześniej.
W 2008 roku zakończyła karierę.
W latach 2006–2012 jej mężem był norweski biathlonista – Ole Einar Bjørndalen.

## Osiągnięcia

### Igrzyska olimpijskie
| Rok  | Miejscowość    | Konkurencje | Konkurencje | Konkurencje | Konkurencje | Konkurencje | Konkurencje | Konkurencje |
| Rok  | Miejscowość    | IN          | SP          | PU          | MS          | RL          | MR          | SR          |
| ---- | -------------- | ----------- | ----------- | ----------- | ----------- | ----------- | ----------- | ----------- |
| 1992 | Albertville    | 8.          | 16.         | nd.         | nd.         | 13.         | nd.         | –           |
| 1994 | Lillehammer    | 25.         | 6.          | nd.         | nd.         | –           | nd.         | –           |
| 1998 | Nagano         | 18.         | 10.         | nd.         | nd.         | –           | nd.         | –           |
| 2002 | Salt Lake City | DNF         | 40.         | DNS         | nd.         | 11.         | nd.         | –           |
| 2006 | Turyn          | 52.         | 26.         | 38.         | –           | 12.         | nd.         | –           |

### Mistrzostwa świata
| Rok  | Miejscowość      | Konkurencje | Konkurencje | Konkurencje | Konkurencje | Konkurencje | Konkurencje | Konkurencje |
| Rok  | Miejscowość      | IN          | SP          | PU          | MS          | RL          | MR          | SR          |
| ---- | ---------------- | ----------- | ----------- | ----------- | ----------- | ----------- | ----------- | ----------- |
| 1993 | Borowec          | 13.         | 42.         | nd.         | nd.         | –           | nd.         | –           |
| 1995 | Anterselva       | 34.         | 7.          | nd.         | nd.         | 17.         | nd.         | –           |
| 1996 | Ruhpolding       | 4.          | 15.         | nd.         | nd.         | 15.         | nd.         | –           |
| 1997 | Osrblie          | 19.         | 18.         | 29.         | nd.         | 17.         | nd.         | –           |
| 1998 | Pokljuka         | nd.         | nd.         | 26.         | nd.         | nd.         | nd.         | –           |
| 1999 | Kontiolahti/Oslo | 54.         | 29.         | 39.         | –           | –           | nd.         | –           |
| 2000 | Oslo             | 30.         | 33.         | 28.         | DNF         | –           | nd.         | –           |
| 2001 | Pokljuka         | 8.          | 22.         | 21.         | 20.         | 8.          | nd.         | –           |
| 2002 | Pokljuka         | nd.         | nd.         | nd.         | 23.         | nd.         | nd.         | –           |
| 2003 | Chanty-Mansyjsk  | 30.         | 46.         | 35.         | –           | 12.         | nd.         | –           |
| 2004 | Oberhof          | 28.         | 10.         | 53.         | 27.         | 12.         | nd.         | –           |
| 2005 | Hochfilzen       | 58.         | 63.         | –           | –           | 13.         | nd.         | –           |
| 2006 | Pokljuka         | nd.         | nd.         | nd.         | nd.         | nd.         | DNS.        | –           |
| 2007 | Anterselva       | 81.         | 57.         | 50.         | –           | –           | 21.         | –           |
| 2008 | Östersund        | 66.         | 64.         | –           | –           | –           | –           | –           |

### Puchar Świata

#### Miejsca w klasyfikacji generalnej
| Sezon     | Miejsce |
| --------- | ------- |
| 1989/1990 | -       |
| 1990/1991 | -       |
| 1991/1992 | 32.     |
| 1992/1993 | 4.      |
| 1993/1994 | 2.      |
| 1994/1995 | 16.     |
| 1995/1996 | 6.      |
| 1996/1997 | 25.     |
| 1997/1998 | 19.     |
| 1998/1999 | 40.     |
| 1999/2000 | 12.     |
| 2000/2001 | 15.     |
| 2001/2002 | 29.     |
| 2002/2003 | 52.     |
| 2003/2004 | 50.     |
| 2004/2005 | 78.     |
| 2005/2006 | 78.     |
| 2006/2007 | 58.     |
| 2007/2008 | -       |

#### Miejsca na podium chronologicznie
| Lp. | Dzień       | Rok  | Miejscowość | Konkurencja                | Lokata | Pudła   | Czas biegu | Strata  | Zwycięzca            |
| --- | ----------- | ---- | ----------- | -------------------------- | ------ | ------- | ---------- | ------- | -------------------- |
| 1.  | 21 stycznia | 1993 | Anterselva  | Bieg indywidualny na 15 km | 3.     | 1+1+0+2 | 50:13,7    | +24,2   | Iwa Karagiozowa      |
| 2.  | 4 marca     | 1993 | Lillehammer | Bieg indywidualny na 15 km | 2.     | 0+0+1+3 | 50:49,7    | +18,9   | Anfisa Riezcowa      |
| 3.  | 11 marca    | 1993 | Östersund   | Bieg indywidualny na 15 km | 2.     | 0+2+0+2 | 50.59,2    | +2:00,0 | Martina Halinárová   |
| 4.  | 13 marca    | 1993 | Östersund   | Sprint na 7,5 km           | 3.     | 0+1     | 23:41,8    | +41,0   | Anfisa Riezcowa      |
| 5.  | 9 grudnia   | 1993 | Bad Gastein | Bieg indywidualny na 15 km | 1.     | 0+0+0+1 | 55:58,7    | –       | –                    |
| 6.  | 11 grudnia  | 1993 | Bad Gastein | Sprint na 7,5 km           | 1.     | 0+2     | 32:00,6    | –       | –                    |
| 7.  | 13 grudnia  | 1993 | Pokljuka    | Bieg indywidualny na 15 km | 3.     | 0+1+0+2 | 56:27,4    | +1:09,3 | Anne Briand          |
| 8.  | 18 grudnia  | 1993 | Pokljuka    | Bieg indywidualny na 15 km | 3.     | 0+0     | 26:22,6    | +11,6   | Elin Kristiansen     |
| 9.  | 15 stycznia | 1994 | Ruhpolding  | Sprint na 7,5 km           | 2.     | 0+2     | 25:35,8    | +21,8   | Swietłana Paramygina |
| 10. | 17 marca    | 1994 | Canmore     | Bieg indywidualny na 15 km | 3.     | 1+1+1+1 | 47:30,5    | +1:31,0 | Uschi Disl           |
| 11. | 19 marca    | 1994 | Canmore     | Sprint na 7,5 km           | 3.     | 0+1     | 21:31,1    | +11,3   | Nadieżda Tałanowa    |
| 12. | 26 stycznia | 1995 | Ruhpolding  | Bieg indywidualny na 15 km | 3.     | 0+1+0+1 | 45:41,5    | +52,0   | Swietłana Paramygina |
| 13. | 5 stycznia  | 2000 | Oberhof     | Sprint na 7,5 km           | 3.     | 0+1     | 22:13,1    | +43,1   | Ołena Zubryłowa      |
| 14. | 15 stycznia | 2000 | Ruhpolding  | Sprint na 7,5 km           | 1.     | 0+0     | 23:46,4    | –       | –                    |
| 15. | 16 marca    | 2001 | Oslo        | Sprint na 7,5 km           | 3.     | 2+0     | 23:29,5    | +1:54,4 | Liv Grete Poirée     |